# Orasema initiator
Orasema initiator är en stekelart som beskrevs av Kerrich 1963. Orasema initiator ingår i släktet Orasema och familjen Eucharitidae.
Artens utbredningsområde är:
- Taiwan.
- Vietnam.

Inga underarter finns listade i Catalogue of Life.